# Перфорація носової перегородки
Перфорація носової перегородки — утворення стійкого отвору в носовій перегородці, який не заростає самостійно. Стійкий отвір може утворюватися у ділянці хряща, кістки або на їхній межі. Отвір може бути виконаний умисно, наприклад пірсингом у носі, а може мати дистрофічну природу. Дистрофічні причини — порушення чутливих до кровопостачання хрящів перегородки, якими утворена її передня частина. Наприклад, при постійному застосуванні судинозвужуючих крапель, вдиханні кокаїнових наркотичних засобів через ніс, постійне здирання шкірочок-струпів із слизової оболонки носа та поновлення кровотечі, у випадках запальних інфільтратів чи гематом під охрястям після операцій, пірсингу чи травм. У випадках, коли запалення розповсюдилось на хрящ чи наявна перихондральна відшаровуюча охрястя гематома — судини не можуть забезпечити належне кровопостачання хряща, що теж є сприятливим фактором. До фістули можуть призвести ускладнення операцій на носовій перегородці — септопластика або ринопластика, які порушили трофіку хрящів, що не змогла відновитись та спричинила дистрофічні зміни хрящів. Можлива інфекційна природа перфорацій у наслідок дистрофії хрящів від сифілітичного гумозного запалення, при проказі.

## Передумови
Хрящі носа, гортані, вушних раковин чутливі до кровопостачання від тонких покривів судин. Передня половина хрящової перегородки носа містить сплетення Кіссельбаха, місце, яке має багато кровоносних судин зразу під слизовою оболонкою і не містить достатньо розвинутого підслизового прошарку. Сплетення забезпечує належну трофіку хрящів перегородки носа: судини підслизового шару тонким сплетінням розміщені одразу у тонкому підслизовому прошарку тому, в умовах постійного охолодження вологої слизової оболонки від вдихів — на них покладена задача забезпечувати інтенсивне кровопостачання хрящів через охрястя. Прилегле до слизової та охрястя розміщення судин дозволяє їм не дивлячись на холодне повітря не спадатись, а порушення цілістності сплетіння, періодичні травми слизової у наслідок Длубання у носі, надмірне застосування судиннозвужуючих засобів, пересушування і періодичні кровотечі з пересушеної передньої частини слизової оболонки носа порушують живлення хряща, провокуючи його подальшу дистрофію.
Дослідження невеликої групи пацієнтів, які мали перфорацією носової перегородки, виявило, що приблизно 10 % перфорацій було пов'язано із вживанням кокаїну. Серед тих, які мають кокаїн-індуковану перфорацію, приблизно 70 % перфорацій припадає на хрящову частину, та 30 % на хрящову частину та кістку.,
При третинних формах сифілісу в часи його поширеності та нелікованості, гумозні запальні зміни відігравали аналогічну роль — порушення трофіки хрящів у товщі запального інфільтрату, їх дистрофію, впритул до зникнення частини носової раковини та навіть одягання носового протезу. Відмінністю з іншими видами дистрофій було те, що запальний інфільтрат та перфорації можна було також виявляти на межі/на кістковій частині, що допомагало встановити діагноз.

## Наслідки
Утворення сполучення в ділянці хряща носа змінює пружність чотирикутного хряща, що утримує спинку носа та послаблює решту хрящів. Відсутність судинної сітки зони перетинки сприяє подальшим порушенням трофіки хрящів носової раковини зсередини, і, як наслідок, просідання спинки носа з утворенням деформованого носа, так званого сідлоподібного носа. Подібне сполучення досить важко відкоригувати хірургічно: якщо утворення отвору сталось через трофічні порушення хряща, реконструктивна операція може не дати належного заживлення. Серед негативних наслідків перфорації також спостерігається посвистування при носовому диханні при повному сполученні, а деформована раковина носу ускладнює дихання.

## Лікування
Лікування може не проводитися при малих дефектах, якщо стан не погіршує якість життя. Лікування може бути, не рекомендоване якщо регенераційні процеси організму по ряду причин слабкі — заживлення зони оперативного втручання буде сумнівним. Лікування передбачає оголення слизової оболонки ділянки фістули, відмежування п-подібних клаптів слизової оболонки, використання фрагменту реберних хрящів як замісного матеріалу та їхнє взаємне суміщення в області фістули, тампонаду обох носових ходів, комплекс заходів спрямованих на покращення регенеративних та трофічних процесів у ділянці оперативного втручання. У випадку кокаїн-індукованих перфорацій, пацієнт повинен бути усунутий від впливу кокаїну протягом декількох років, постійно залишатися вільним від вживання кокаїну для відновлення умов до оперативних втручань.